# Руско поле (песен)
„Руско поле“ (на руски: Ру́сское по́ле) е популярна песен на композитора Ян Френкел по стихове на Ина Хоф, създадена през 1968 г. за филма „Новите приключения на неуловимите“. Известна е и с краткото си название „Поле“.

## История
След излизането на екрана на филма Неуловимите отмъстители и получената голяма популярност през 1967 г., режисьорът Едмон Кеосаян започва работа по неговото продължение, наречено „Новите приключения на неуловимите отмъстители“. За този филм той кани композитора Ян Френкел. Писателката Ина Хоф казва, че написва тази песен, защото се е родила в Русия и защото обича руското поле. За кратко време песента става любима на публиката и изпълнителите. Поетът Расул Гамзатов пише, че това е най-добрата песен за Родината и че би я предложил за държавен химн на Русия. Песента влиза в репертоара на певци като Лев Лешченко, Артур Ейзен, Марк Бернес, Евгений Беляев, Валерий Ободзинский, Йосиф Кобзон, Геннадий Каменный, Евгений Нестеренко и Дмитрий Хворостовский. Интересно е, че във филма песента се изпълнява от артиста Владимир Ивашов, който изпълнява ролята на белогвардейски офицер.
| „ | Поле, русское поле… Светит луна или падает снег, — Счастьем и болью вместе с тобою. Нет, не забыть тебя сердцем вовек. Русское поле, русское поле… Сколько дорог прошагать мне пришлось! Ты моя юность, ты моя воля — То, что сбылось, то, что в жизни сбылось. Не сравнятся с тобой ни леса, ни моря. Ты со мной, моё поле, Студит ветер висок. Здесь Отчизна моя, и скажу, не тая: — Здравствуй, русское поле, Я твой тонкий колосок. | “ |